# Handelszeitung

Logo 2021

Die Handelszeitung (früher: Schweizerische Handelszeitung) ist die grösste Schweizer Wirtschaftszeitung; sie erscheint jeweils am Donnerstag.
Die Zeitung richtet sich an wirtschaftsinteressierte Leser in der Deutschschweiz. Hauptsächlich sind dies Kaderleute in kleineren und mittleren Unternehmen. Sie ist gegliedert in die Rubriken  Unternehmen, Management, Invest und Style und hat eine WEMF-beglaubigte Auflage von 35'711 (Vj. 35'611) verkauften bzw. 36'940 (Vj. 38'259) verbreiteten Exemplaren sowie eine Reichweite von 75'000 (Vj. 88'000) Lesern. Die Handelszeitung gehört zum Verlag Ringier Medien Schweiz, der unter anderem die Magazine Bilanz, Beobachter, Tele, PME sowie einige Fachzeitschriften herausgibt.
Die Redaktion besteht aus 25 Journalisten inklusive einiger freier Mitarbeiter. Chefredaktor ist seit Herbst 2013 Stefan Barmettler, er löste Beat Balzli ab. Seit 2021 wird die Zeitung co-geleitet von Markus Diem Meier.

## Geschichte
Die Handelszeitung entstand 1861 aus dem Zusammenschluss der Schweizerischen Handels- und Gewerbe-Zeitung mit dem Archiv für Schweizer Statistik und erschien in den ersten Jahren als Schweizerische Eisenbahn- und Handelszeitung. Die Berichterstattung konzentrierte sich auf das Eisenbahn- und das Bankenwesen.
Nach knapp 90 Jahren stand das Blatt 1950 vor dem finanziellen Ruin. Dem erst 26-jährigen Paul Eisenring (1924–2016) gelang es, neue Investoren zu gewinnen und die Handelszeitung zu sanieren. Als Chefredaktor und Direktor (1950–1968) und dann bis 1997 als Mitglied des Verwaltungsrates leitete er die Geschicke der Zeitung bis kurz vor deren Verkauf 1999 an Axel Springer.